# Jose Ricare Manguiran
Jose Ricare Manguiran (ur. 27 sierpnia 1936 w Carcar) – filipiński duchowny rzymskokatolicki, w latach 1987-2014 biskup Dipolog.

## Życiorys
Święcenia kapłańskie przyjął 27 grudnia 1966. 27 maja 1987 został prekonizowany biskupem Dipolog. Sakrę biskupią otrzymał 19 sierpnia 1987. 25 lipca 2014 przeszedł na emeryturę.